# V.League Division 1 2018-2019 (maschile)
La V.League Division 1 2018-2019, 52ª edizione della massima serie del campionato giapponese maschile di pallavolo, si è svolta dal 26 ottobre 2018 al 14 aprile 2019: al torneo hanno partecipato 10 squadre di club giapponesi e la vittoria finale è andata per la settima volta, la seconda consecutiva, ai Panasonic Panthers.

## Regolamento

### Formula
La formula ha previsto:
- Regular season, che prevede tre round-robin, per un totale di ventisette incontri per squadra: le prime sei classificate hanno avuto accesso ai play-off scudetto.
- Play-off scudetto, disputati con:
  - Final 6, che prevede un round-robin, nel quale le sei formazioni qualificate ricevono un punteggio bonus in base al posizionamento in regular season (5 punti alla prima classificata, 4 punti alla seconda classificata, 3 punti alla terza classificata, 2 punti alla quarta classificata, 1 punto alla quinta classificata, 0 punti alla sesta classificata); le prime tre classificate hanno avuto accesso alla Final 3.
  - Final 3, che prevede una semifinale, giocata al meglio delle tre gare tra la seconda e la terza classificata, e una finale, giocata al meglio delle tre gare tra la formazione vincitrice della semifinale e la prima classificata della Final 6.

### Criteri di classifica
Se il risultato finale è stato di 3-0 o 3-1 sono stati assegnati 3 punti alla squadra vincente e 0 a quella sconfitta, se il risultato finale è stato di 3-2 sono stati assegnati 2 punti alla squadra vincente e 1 a quella sconfitta.
L'ordine del posizionamento in classifica è stato definito in base a:
- Punti;
- Numero di partite vinte;
- Ratio dei set vinti/persi;
- Ratio dei punti realizzati/subiti.

## Squadre Partecipanti
Al campionato di V.League Division 1 2018-2019 partecipano 10 squadre di club giapponesi, tra le quali gli Oita Weisse Adler e i Nagano Tridents, ripescati a completamento dell'organico dalla V.Challenge League I.
| Club               | Stagione | Città     | Impianto                        | Stagione precedente        |
| ------------------ | -------- | --------- | ------------------------------- | -------------------------- |
| FC Tokyo           | dettagli | Tokyo     | Tokyo Gas Gymnasium             | 8ª in V.Premier League     |
| JTEKT Stings       | dettagli | Kariya    | Kariya City Gymnasium           | 5ª in V.Premier League     |
| JT Thunders        | dettagli | Hiroshima | Nekoda Memorial Gymnasium       | 3ª in V.Premier League     |
| Nagano Tridents    | dettagli | Takamori  | Matsumoto City Gymnasium        | 5ª in V.Challenge League I |
| Oita Weisse Adler  | dettagli | Ōita      | Oita Factory Gymnasium          | 2ª in V.Challenge League I |
| Panasonic Panthers | dettagli | Hirakata  | Panasonic Arena                 | Campioni del Giappone      |
| Sakai Blazers      | dettagli | Sakai     | Kanaoka Park Gymnasium          | 7ª in V.Premier League     |
| Suntory Sunbirds   | dettagli | Minō      | Suntory Training Center         | 6ª in V.Premier League     |
| Toray Arrows       | dettagli | Mishima   | Mishima Citizen Gymnasium       | 4ª in V.Premier League     |
| Toyoda Trefuerza   | dettagli | Inazawa   | Toyoda Gosei Memorial Gymnasium | 2ª in V.Premier League     |

## Torneo

### Regular season

#### Risultati
| Risultati |                                        |     |                                   |
|           |                                        |     |                                   |
| 26-10     | Suntory Sunbirds - JT Thunders         | 3-2 | 25-19, 21-25, 18-25, 25-22, 15-12 |
| 27-10     | Toray Arrows - Oita Weisse Adler       | 3-0 | 25-15, 25-20, 25-19               |
| 27-10     | Toyoda Trefuerza - FC Tokyo            | 3-0 | 25-20, 29-27, 25-17               |
| 27-10     | Nagano Tridents - Panasonic Panthers   | 0-3 | 19-25, 17-25, 23-25               |
| 27-10     | JTEKT Stings - Sakai Blazers           | 3-1 | 25-19, 21-25, 25-15, 25-21        |
| 28-10     | Nagano Tridents - Oita Weisse Adler    | 3-0 | 25-21, 25-23, 25-21               |
| 28-10     | Toyoda Trefuerza - Sakai Blazers       | 3-1 | 23-25, 25-21, 25-21, 25-15        |
| 28-10     | Panasonic Panthers - Toray Arrows      | 3-0 | 25-19, 25-17, 25-22               |
| 28-10     | JTEKT Stings - FC Tokyo                | 3-0 | 32-30, 25-23, 25-18               |
| 03-11     | Toyoda Trefuerza - Oita Weisse Adler   | 3-0 | 25-20, 25-22, 25-20               |
| 03-11     | Suntory Sunbirds - Nagano Tridents     | 3-0 | 25-22, 25-16, 25-12               |
| 03-11     | Panasonic Panthers - JTEKT Stings      | 3-1 | 23-25, 25-21, 25-16, 26-24        |
| 03-11     | JT Thunders - Toray Arrows             | 3-0 | 25-19, 25-18, 25-17               |
| 03-11     | Sakai Blazers - FC Tokyo               | 3-1 | 23-25, 25-22, 25-21, 25-22        |
| 04-11     | JTEKT Stings - Oita Weisse Adler       | 3-1 | 23-25, 25-20, 25-19, 25-15        |
| 04-11     | Toray Arrows - Suntory Sunbirds        | 3-1 | 25-23, 24-26, 25-23, 26-24        |
| 04-11     | Panasonic Panthers - Toyoda Trefuerza  | 3-0 | 25-21, 26-24, 25-16               |
| 04-11     | JT Thunders - Nagano Tridents          | 3-0 | 25-21, 25-22, 25-18               |
| 10-11     | FC Tokyo - Oita Weisse Adler           | 3-1 | 25-21, 21-25, 25-15, 25-17        |
| 10-11     | JTEKT Stings - JT Thunders             | 0-3 | 21-25, 17-25, 19-25               |
| 10-11     | Panasonic Panthers - Sakai Blazers     | 3-1 | 23-25, 25-19, 25-21, 25-23        |
| 10-11     | Toyoda Trefuerza - Suntory Sunbirds    | 1-3 | 22-25, 22-25, 26-24, 22-25        |
| 11-11     | Sakai Blazers - Oita Weisse Adler      | 3-1 | 25-21, 25-20, 23-25, 25-21        |
| 11-11     | JTEKT Stings - Suntory Sunbirds        | 1-3 | 26-24, 25-27, 15-25, 23-25        |
| 11-11     | Toray Arrows - Nagano Tridents         | 3-0 | 25-19, 25-21, 26-24               |
| 11-11     | FC Tokyo - Panasonic Panthers          | 0-3 | 19-25, 17-25, 17-25               |
| 11-11     | Toyoda Trefuerza - JT Thunders         | 3-2 | 23-25, 22-25, 32-30, 25-22, 15-9  |
| 17-11     | Panasonic Panthers - JT Thunders       | 3-0 | 25-20, 25-23, 25-22               |
| 17-11     | Toray Arrows - FC Tokyo                | 1-3 | 25-19, 21-25, 16-25, 21-25        |
| 17-11     | Suntory Sunbirds - Oita Weisse Adler   | 3-0 | 25-18, 25-22, 25-19               |
| 17-11     | Sakai Blazers - Nagano Tridents        | 3-0 | 25-19, 25-23, 25-19               |
| 17-11     | JTEKT Stings - Toyoda Trefuerza        | 3-1 | 25-19, 22-25, 25-15, 25-22        |
| 18-11     | JT Thunders - Oita Weisse Adler        | 3-0 | 25-17, 25-13, 25-17               |
| 18-11     | Toray Arrows - Sakai Blazers           | 3-1 | 20-25, 25-15, 25-20, 25-18        |
| 18-11     | Suntory Sunbirds - Panasonic Panthers  | 3-1 | 25-23, 25-15, 23-25, 25-20        |
| 18-11     | FC Tokyo - Nagano Tridents             | 3-0 | 25-14, 25-18, 25-20               |
| 24-11     | Toyoda Trefuerza - Toray Arrows        | 3-1 | 21-25, 25-22, 25-19, 25-23        |
| 24-11     | Sakai Blazers - JT Thunders            | 3-1 | 25-23, 25-23, 11-25, 25-22        |
| 24-11     | Suntory Sunbirds - FC Tokyo            | 3-1 | 23-25, 25-16, 25-14, 25-20        |
| 24-11     | Nagano Tridents - JTEKT Stings         | 0-3 | 21-25, 21-25, 23-25               |
| 25-11     | Nagano Tridents - Toyoda Trefuerza     | 0-3 | 17-25, 19-25, 19-25               |
| 25-11     | Sakai Blazers - Suntory Sunbirds       | 1-3 | 25-19, 21-25, 12-25, 21-25        |
| 25-11     | Oita Weisse Adler - Panasonic Panthers | 1-3 | 22-25, 20-25, 25-21, 22-25        |
| 25-11     | JT Thunders - FC Tokyo                 | 3-0 | 25-17, 25-19, 25-21               |
| 25-11     | Toray Arrows - JTEKT Stings            | 0-3 | 19-25, 20-25, 22-25               |
| 01-12     | FC Tokyo - Suntory Sunbirds            | 1-3 | 17-25, 25-18, 21-25, 22-25        |
| 01-12     | JTEKT Stings - Oita Weisse Adler       | 2-3 | 20-25, 25-23, 22-25, 25-23, 19-21 |
| 01-12     | Panasonic Panthers - Nagano Tridents   | 3-0 | 27-25, 25-19, 25-18               |
| 01-12     | JT Thunders - Toray Arrows             | 0-3 | 18-25, 19-25, 20-25               |
| 02-12     | Suntory Sunbirds - Nagano Tridents     | 3-0 | 25-22, 25-23, 25-17               |
| 02-12     | JTEKT Stings - Toray Arrows            | 3-1 | 25-21, 19-25, 25-21, 25-23        |
| 02-12     | Toyoda Trefuerza - Sakai Blazers       | 3-1 | 25-21, 20-25, 25-20, 25-18        |
| 02-12     | FC Tokyo - Panasonic Panthers          | 0-3 | 25-27, 15-25, 16-25               |
| 02-12     | JT Thunders - Oita Weisse Adler        | 3-0 | 25-21, 25-17, 25-19               |
| 08-12     | JTEKT Stings - Suntory Sunbirds        | 1-3 | 25-22, 15-25, 19-25, 25-27        |
| 08-12     | Sakai Blazers - Nagano Tridents        | 3-0 | 25-21, 25-22, 25-21               |
| 08-12     | Panasonic Panthers - JT Thunders       | 1-3 | 26-28, 25-14, 15-25, 18-25        |
| 08-12     | Toyoda Trefuerza - FC Tokyo            | 3-0 | 25-18, 25-22, 25-21               |
| 09-12     | JT Thunders - Suntory Sunbirds         | 2-3 | 25-16, 27-29, 25-22, 23-25, 9-15  |
| 09-12     | Sakai Blazers - FC Tokyo               | 3-0 | 25-22, 25-21, 25-20               |
| 09-12     | Oita Weisse Adler - Toray Arrows       | 3-2 | 25-19, 22-25, 23-25, 25-21, 15-12 |
| 09-12     | Toyoda Trefuerza - Nagano Tridents     | 3-0 | 25-20, 25-19, 25-23               |
| 09-12     | Panasonic Panthers - JTEKT Stings      | 3-1 | 18-25, 25-20, 27-25, 25-22        |
| 05-01     | Toyoda Trefuerza - Toray Arrows        | 0-3 | 20-25, 20-25, 23-25               |
| 05-01     | JT Thunders - FC Tokyo                 | 3-1 | 25-18, 24-26, 26-19, 25-23        |
| 05-01     | Panasonic Panthers - Suntory Sunbirds  | 3-0 | 25-21, 25-17, 25-23               |
| 05-01     | Sakai Blazers - Oita Weisse Adler      | 3-0 | 25-22, 25-21, 25-17               |
| 05-01     | JTEKT Stings - Nagano Tridents         | 3-1 | 21-25, 25-18, 25-20, 25-23        |

| Risultati |                                        |     |                                   |
|           |                                        |     |                                   |
| 06-01     | JTEKT Stings - FC Tokyo                | 3-2 | 25-14, 21-25, 25-14, 24-26, 15-13 |
| 06-01     | Toyoda Trefuerza - Oita Weisse Adler   | 3-0 | 25-23, 25-20, 27-25               |
| 06-01     | JT Thunders - Nagano Tridents          | 3-0 | 25-20, 27-25, 25-20               |
| 06-01     | Toray Arrows - Sakai Blazers           | 3-1 | 25-18, 19-25, 25-18, 25-12        |
| 12-01     | Toray Arrows - Suntory Sunbirds        | 3-0 | 25-23, 29-27, 25-20               |
| 12-01     | JTEKT Stings - Sakai Blazers           | 1-3 | 22-25, 25-15, 22-25, 14-25        |
| 12-01     | Oita Weisse Adler - Panasonic Panthers | 1-3 | 40-42, 19-25, 25-20, 21-25        |
| 12-01     | FC Tokyo - Nagano Tridents             | 3-1 | 25-18, 17-25, 25-23, 25-23        |
| 12-01     | JT Thunders - Toyoda Trefuerza         | 3-1 | 20-25, 25-20, 25-21, 25-21        |
| 13-01     | Panasonic Panthers - Toray Arrows      | 3-1 | 19-25, 25-17, 26-24, 25-19        |
| 13-01     | Toyoda Trefuerza - JTEKT Stings        | 3-2 | 25-19, 25-22, 21-25, 20-25, 15-11 |
| 13-01     | JT Thunders - Sakai Blazers            | 3-0 | 25-20, 25-20, 25-22               |
| 13-01     | Oita Weisse Adler - Suntory Sunbirds   | 0-3 | 24-26, 21-25, 29-31               |
| 19-01     | Toyoda Trefuerza - Suntory Sunbirds    | 3-1 | 25-23, 37-35, 21-25, 26-24        |
| 19-01     | Toray Arrows - FC Tokyo                | 3-0 | 27-25, 25-17, 25-23               |
| 19-01     | JT Thunders - JTEKT Stings             | 3-2 | 14-25, 22-25, 25-22, 25-20, 15-13 |
| 19-01     | Panasonic Panthers - Sakai Blazers     | 3-0 | 25-18, 25-20, 26-24               |
| 19-01     | Oita Weisse Adler - Nagano Tridents    | 3-1 | 27-25, 25-23, 24-26, 25-20        |
| 20-01     | Suntory Sunbirds - Sakai Blazers       | 3-2 | 23-25, 25-21, 25-19, 14-25, 15-11 |
| 20-01     | Toray Arrows - Nagano Tridents         | 3-0 | 25-16, 25-22, 25-14               |
| 20-01     | Panasonic Panthers - Toyoda Trefuerza  | 3-1 | 16-25, 28-26, 26-24, 25-17        |
| 20-01     | FC Tokyo - Oita Weisse Adler           | 3-2 | 23-25, 25-20, 25-14, 21-25, 15-13 |
| 26-01     | Toyoda Trefuerza - JT Thunders         | 0-3 | 22-25, 23-25, 13-25               |
| 26-01     | Panasonic Panthers - JTEKT Stings      | 3-0 | 25-19, 25-17, 25-22               |
| 26-01     | Sakai Blazers - Toray Arrows           | 3-0 | 25-16, 25-22, 25-18               |
| 26-01     | Suntory Sunbirds - Oita Weisse Adler   | 3-0 | 25-18, 25-17, 25-18               |
| 26-01     | Nagano Tridents - FC Tokyo             | 0-3 | 18-25, 21-25, 17-25               |
| 27-01     | JT Thunders - Oita Weisse Adler        | 3-0 | 25-18, 25-15, 25-9                |
| 27-01     | Nagano Tridents - JTEKT Stings         | 0-3 | 23-25, 17-25, 21-25               |
| 27-01     | Suntory Sunbirds - Toyoda Trefuerza    | 2-3 | 25-23, 25-21, 25-27, 22-25, 13-15 |
| 27-01     | Panasonic Panthers - FC Tokyo          | 3-0 | 25-19, 25-17, 25-21               |
| 02-02     | JT Thunders - Nagano Tridents          | 3-0 | 25-10, 25-14, 25-18               |
| 02-02     | Sakai Blazers - JTEKT Stings           | 3-0 | 25-18, 25-18, 25-23               |
| 02-02     | Suntory Sunbirds - Panasonic Panthers  | 2-3 | 18-25, 15-25, 25-20, 25-22, 11-15 |
| 02-02     | Toray Arrows - FC Tokyo                | 3-0 | 25-20, 25-22, 25-15               |
| 02-02     | Toyoda Trefuerza - Oita Weisse Adler   | 3-0 | 25-18, 25-18, 25-18               |
| 03-02     | Panasonic Panthers - JT Thunders       | 3-1 | 20-25, 25-22, 25-19, 27-25        |
| 03-02     | Sakai Blazers - FC Tokyo               | 3-0 | 27-25, 25-20, 25-14               |
| 03-02     | Suntory Sunbirds - Nagano Tridents     | 3-0 | 25-22, 25-18, 25-19               |
| 03-02     | Toray Arrows - JTEKT Stings            | 0-3 | 19-25, 21-25, 21-25               |
| 08-02     | JTEKT Stings - FC Tokyo                | 3-1 | 25-19, 28-26, 22-25, 26-24,       |
| 09-02     | Toyoda Trefuerza - Nagano Tridents     | 3-0 | 25-15, 25-20, 25-19               |
| 09-02     | Toray Arrows - Suntory Sunbirds        | 3-1 | 21-25, 26-24, 25-17, 25-22        |
| 09-02     | Oita Weisse Adler - Panasonic Panthers | 0-3 | 31-33, 28-30, 22-25               |
| 09-02     | JT Thunders - Sakai Blazers            | 1-3 | 25-19, 21-25, 25-27, 19-25,       |
| 10-02     | Panasonic Panthers - Toyoda Trefuerza  | 1-3 | 23-25, 25-21, 21-25, 13-25        |
| 10-02     | JT Thunders - Toray Arrows             | 1-3 | 23-25, 25-21, 22-25, 24-26        |
| 10-02     | Nagano Tridents - Oita Weisse Adler    | 0-3 | 17-25, 18-25, 19-25               |
| 10-02     | Suntory Sunbirds - Sakai Blazers       | 3-1 | 25-23, 21-25, 25-16, 25-13        |
| 16-02     | Toray Arrows - Toyoda Trefuerza        | 3-1 | 25-27, 25-18, 25-23, 25-23        |
| 16-02     | FC Tokyo - JT Thunders                 | 3-1 | 25-17, 25-22, 22-25, 28-26        |
| 16-02     | Nagano Tridents - Panasonic Panthers   | 1-3 | 17-25, 19-25, 25-18, 29-31        |
| 16-02     | Sakai Blazers - Oita Weisse Adler      | 3-1 | 23-25, 25-17, 27-25, 25-21        |
| 16-02     | JTEKT Stings - Suntory Sunbirds        | 1-3 | 28-30, 25-21, 25-27, 17-25        |
| 17-02     | JT Thunders - JTEKT Stings             | 3-0 | 25-21, 25-22, 25-22               |
| 17-02     | Toray Arrows - Oita Weisse Adler       | 3-1 | 25-19, 25-13, 21-25, 27-25        |
| 17-02     | FC Tokyo - Suntory Sunbirds            | 1-3 | 16-25, 25-20, 21-25, 16-25,       |
| 17-02     | Sakai Blazers - Toyoda Trefuerza       | 2-3 | 23-25, 23-25, 25-22, 25-23, 13-15 |
| 23-02     | Toray Arrows - Nagano Tridents         | 3-1 | 25-21, 23-25, 25-22, 25-19        |
| 23-02     | JTEKT Stings - Oita Weisse Adler       | 3-1 | 25-17, 24-26, 25-15, 25-22        |
| 23-02     | JT Thunders - Suntory Sunbirds         | 3-1 | 25-19, 25-20, 27-29, 25-16        |
| 23-02     | Panasonic Panthers - Sakai Blazers     | 0-3 | 24-26, 21-25, 28-30               |
| 23-02     | FC Tokyo - Toyoda Trefuerza            | 0-3 | 19-25, 24-26, 16-25               |
| 24-02     | Nagano Tridents - Sakai Blazers        | 0-3 | 19-25, 15-25, 22-25               |
| 24-02     | JTEKT Stings - Toyoda Trefuerza        | 1-3 | 25-22, 25-27, 21-25, 17-25        |
| 24-02     | Toray Arrows - Panasonic Panthers      | 1-3 | 21-25, 21-25, 25-23, 20-25        |
| 24-02     | FC Tokyo - Oita Weisse Adler           | 3-0 | 25-19, 25-23, 25-22               |

#### Classifica
| Pos. | Squadra            | Pt | G  | V  | P  | SV | SP | Ratio | PF    | PS    | Ratio |
| ---- | ------------------ | -- | -- | -- | -- | -- | -- | ----- | ----- | ----- | ----- |
| 1.   | Panasonic Panthers | 68 | 27 | 23 | 4  | 72 | 24 | 3,000 | 2 332 | 2 099 | 1,110 |
| 2.   | Suntory Sunbirds   | 56 | 27 | 19 | 8  | 65 | 40 | 1,630 | 2 456 | 2 287 | 1,070 |
| 3.   | Toyoda Trefuerza   | 53 | 27 | 19 | 8  | 62 | 38 | 1,630 | 2 344 | 2 215 | 1,060 |
| 4.   | JT Thunders        | 53 | 27 | 17 | 10 | 62 | 36 | 1,720 | 2 294 | 2 067 | 1,110 |
| 5.   | Toray Arrows       | 49 | 27 | 16 | 11 | 55 | 41 | 1,340 | 2 212 | 2 133 | 1,040 |
| 6.   | Sakai Blazers      | 47 | 27 | 15 | 12 | 57 | 42 | 1,360 | 2 226 | 2 211 | 1,010 |
| 7.   | JTEKT Stings       | 41 | 27 | 13 | 14 | 52 | 51 | 1,020 | 2 347 | 2 311 | 1,020 |
| 8.   | FC Tokyo           | 24 | 27 | 8  | 19 | 32 | 63 | 0,510 | 2 038 | 2 221 | 0,920 |
| 9.   | Oita Weisse Adler  | 11 | 27 | 4  | 23 | 22 | 74 | 0,300 | 2 028 | 2 339 | 0,870 |
| 10.  | Nagano Tridents    | 3  | 27 | 1  | 26 | 8  | 78 | 0,100 | 1 737 | 2 131 | 0,820 |

      Qualificate ai play-off scudetto

### Play-off scudetto

#### Final 6

##### Risultati
| Risultati |                                       |     |                                   |
|           |                                       |     |                                   |
| 09-03     | Panasonic Panthers - Toyoda Trefuerza | 3-0 | 25-21, 25-19, 25-18               |
| 09-03     | Suntory Sunbirds - Sakai Blazers      | 3-1 | 25-27, 25-21, 25-19, 25-20        |
| 09-03     | JT Thunders - Toray Arrows            | 3-2 | 25-20, 23-25, 25-17, 18-25, 16-14 |
| 10-03     | Panasonic Panthers - Sakai Blazers    | 3-1 | 20-25, 25-21, 25-21, 25-22        |
| 10-03     | Suntory Sunbirds - Toyoda Trefuerza   | 2-3 | 25-22, 25-20, 16-25, 22-25, 18-20 |
| 16-03     | Panasonic Panthers Toray Arrows       | 1-3 | 31-33, 24-26, 25-21, 20-25        |
| 16-03     | Suntory Sunbirds JT Thunders          | 1-3 | 25-20, 21-25, 14-25, 29-31        |
| 16-03     | Toyoda Trefuerza - Sakai Blazers      | 1-3 | 25-23, 18-25, 25-27, 23-25        |

| Risultati |                                       |     |                                   |
|           |                                       |     |                                   |
| 17-03     | Panasonic Panthers - JT Thunders      | 3-0 | 25-18, 25-22, 25-13               |
| 17-03     | Suntory Sunbirds - Toray Arrows       | 1-3 | 24-26, 20-25, 25-16, 22-25        |
| 23-03     | Toyoda Trefuerza - Toray Arrows       | 2-3 | 25-20, 17-25, 25-27, 27-25, 8-15  |
| 23-03     | JT Thunders - Sakai Blazers           | 3-1 | 25-20, 23-25, 25-22, 26-24        |
| 23-03     | Panasonic Panthers - Suntory Sunbirds | 2-3 | 25-17, 16-25, 25-22, 17-25, 11-15 |
| 24-03     | Toray Arrows - Sakai Blazers          | 3-2 | 25-20, 19-25, 25-23, 17-25, 15-11 |
| 24-03     | Toyoda Trefuerza - JT Thunders        | 1-3 | 20-25, 21-25, 25-18, 16-25        |

##### Classifica
| Pos. | Squadra            | Pt tot | Pt bon | G | V | P | SV | SP | Ratio | PF  | PS  | Ratio |
| ---- | ------------------ | ------ | ------ | - | - | - | -- | -- | ----- | --- | --- | ----- |
| 1.   | Panasonic Panthers | 15     | 5      | 5 | 3 | 2 | 12 | 7  | 1,710 | 439 | 409 | 1,070 |
| 2.   | JT Thunders        | 13     | 2      | 5 | 4 | 1 | 12 | 8  | 1,500 | 453 | 438 | 1,030 |
| 3.   | Toray Arrows       | 12     | 1      | 5 | 4 | 1 | 14 | 9  | 1,560 | 511 | 504 | 1,010 |
| 4.   | Suntory Sunbirds   | 10     | 4      | 5 | 2 | 3 | 10 | 12 | 0,830 | 490 | 486 | 1,010 |
| 5.   | Toyoda Trefuerza   | 6      | 3      | 5 | 1 | 4 | 7  | 14 | 0,500 | 445 | 486 | 0,920 |
| 6.   | Sakai Blazers      | 4      | 0      | 5 | 1 | 4 | 8  | 13 | 0,620 | 471 | 486 | 0,970 |

      Qualificate in finale scudetto.
      Qualificate in semifinale scudetto.

#### Final 3
|  | Semifinali | Semifinali   | Semifinali | Semifinali | Semifinali |  |  | Finale | Finale             | Finale | Finale | Finale |
|  |            |              |            |            |            |  |  |        |                    |        |        |        |
|  |            |              |            |            |            |  |  | 1      | Panasonic Panthers | 3      | 3      |        |
|  |            |              |            |            |            |  |  | 1      | Panasonic Panthers | 3      | 3      |        |
|  |            |              |            |            |            |  |  | 2      | JT Thunders        | 2      | 0      |        |
|  | 2          | JT Thunders  | 3          | 3          |            |  |  | 2      | JT Thunders        | 2      | 0      |        |
|  | 2          | JT Thunders  | 3          | 3          |            |  |  |        |                    |        |        |        |
|  | 3          | Toray Arrows | 2          | 1          |            |  |  |        |                    |        |        |        |
|  | 3          | Toray Arrows | 2          | 1          |            |  |  |        |                    |        |        |        |

##### Semifinali
| Gara 1 |                            |     |                                   |
|        |                            |     |                                   |
| 30-03  | JT Thunders - Toray Arrows | 3-2 | 25-21, 25-27, 28-26, 23-25, 15-13 |

| Gara 2 |                            |     |                            |
|        |                            |     |                            |
| 31-03  | JT Thunders - Toray Arrows | 3-1 | 25-19, 25-22, 20-25, 28-26 |

##### Finale
| Gara 1 |                                  |     |                                   |
|        |                                  |     |                                   |
| 07-04  | Panasonic Panthers - JT Thunders | 3-2 | 25-22, 17-25, 23-25, 33-31, 16-14 |

| Gara 2 |                                  |     |                     |
|        |                                  |     |                     |
| 14-04  | Panasonic Panthers - JT Thunders | 3-0 | 26-24, 25-20, 25-20 |

## Classifica finale
| Pos                 | Squadra            |
| ------------------- | ------------------ |
| Giappone (bandiera) | Panasonic Panthers |
| 2                   | JT Thunders        |
| 3                   | Toray Arrows       |
| 4                   | Suntory Sunbirds   |
| 5                   | Toyoda Trefuerza   |
| 6                   | Sakai Blazers      |
| 7                   | JTEKT Stings       |
| 8                   | FC Tokyo           |
| 9                   | Oita Weisse Adler  |
| 10                  | Nagano Tridents    |

## Premi individuali
| Premio                     | Nome              | Squadra              |
| -------------------------- | ----------------- | -------------------- |
| MVP della finale           | Michał Kubiak     | Panasonic Panthers   |
| Miglior allenatore         | Shinji Kawamura   | Panasonic Panthers   |
| Miglior spirito combattivo | Thomas Edgar      | JT Thunders          |
| Miglior esordiente         | Issei Ōtake       | Panasonic Panthers   |
| Miglior esordiente         | Yūji Nishida      | JTEKT Stings         |
| Miglior realizzatore       | Dmitrij Musėrskij | Suntory Sunbirds     |
| Miglior attaccante         | Dmitrij Musėrskij | Suntory Sunbirds     |
| Miglior muro               | Kenji Shirasawa   | Panasonic Panthers   |
| Miglior servizio           | Yūji Nishida      | JTEKT Stings         |
| Miglior ricevitore         | Koichiro Koga     | Toyoda Trefuerza     |
| Miglior difesa             | Takeshi Nagano    | Panasonic Panthers   |
| Sestetto ideale            | Michał Kubiak     | Panasonic Panthers   |
| Sestetto ideale            | Thomas Edgar      | JT Thunders          |
| Sestetto ideale            | Dmitrij Musėrskij | Suntory Sunbirds     |
| Sestetto ideale            | Kenji Shirasawa   | Panasonic Panthers   |
| Sestetto ideale            | Taishi Onodera    | JT Thunders          |
| Sestetto ideale            | Hideomi Fukatsu   | Panasonic Panthers   |
| Miglior libero             | Koichiro Koga     | Toyoda Trefuerza     |
| Premio d'onore             | Koichiro Koga     | Toyoda Trefuerza     |
| Premio d'onore             | Yūji Suzuki       | Toray Arrows         |
| Premio d'onore             | Tatsuya Yoneyama  | Suntory Sunbirds     |
| Premio d'onore             | Ryo Kohrogi       | JTEKT Stings         |
| Premio d'onore             | Koji Iwai         | Kawasaki Red Spirits |
| Premio Yasutaka Matsudaira | Shinji Kawamura   | Panasonic Panthers   |
| Miglior GM                 | Masashi Nambu     | Panasonic Panthers   |

## Statistiche
| Rendimento individuale | Rendimento individuale | Rendimento individuale | Rendimento individuale |
| Pos.                   | Nome                   | Punti                  | Squadra                |
| ---------------------- | ---------------------- | ---------------------- | ---------------------- |
| 1                      | Dmitrij Musėrskij      | 864                    | Suntory Sunbirds       |
| 2                      | Thomas Edgar           | 861                    | JT Thunders            |
| 3                      | Antonin Rouzier        | 614                    | Toray Arrows           |
| 4                      | Yūji Nishida           | 570                    | JTEKT Stings           |
| 5                      | Aung Thu               | 560                    | Toray Arrows           |
| 6                      | Nikola Ǵorǵiev         | 558                    | Sakai Blazers          |
| 7                      | Michał Kubiak          | 530                    | Panasonic Panthers     |
| 8                      | Yakan Guma             | 489                    | Oita Weisse Adler      |
| 9                      | Igor Omrčen            | 485                    | Toyoda Trefuerza       |
| 10                     | Liu Libin              | 474                    | JT Thunders            |

| Attacchi vincenti | Attacchi vincenti | Attacchi vincenti | Attacchi vincenti  |
| Pos.              | Nome              | Punti             | Squadra            |
| ----------------- | ----------------- | ----------------- | ------------------ |
| 1                 | Dmitrij Musėrskij | 774               | Suntory Sunbirds   |
| 2                 | Thomas Edgar      | 772               | JT Thunders        |
| 3                 | Antonin Rouzier   | 535               | Toray Arrows       |
| 4                 | Nikola Ǵorǵiev    | 518               | Sakai Blazers      |
| 5                 | Aung Thu          | 490               | Toray Arrows       |
| 6                 | Yūji Nishida      | 475               | JTEKT Stings       |
| 7                 | Yakan Guma        | 467               | Oita Weisse Adler  |
| 8                 | Michał Kubiak     | 451               | Panasonic Panthers |
| 9                 | Igor Omrčen       | 443               | Toyoda Trefuerza   |
| 10                | Issei Ōtake       | 387               | Panasonic Panthers |

| Muri vincenti | Muri vincenti    | Muri vincenti | Muri vincenti      |
| Pos.          | Nome             | Punti         | Squadra            |
| ------------- | ---------------- | ------------- | ------------------ |
| 1             | Taishi Onodera   | 93            | JT Thunders        |
| 2             | Liu Libin        | 79            | JT Thunders        |
| 3             | Ryōta Denda      | 69            | Toyoda Trefuerza   |
| 3             | Kenji Shirasawa  | 69            | Panasonic Panthers |
| 5             | Thomas Edgar     | 62            | JT Thunders        |
| 6             | Takashi Dekita   | 60            | Sakai Blazers      |
| 7             | Takuya Yasunaga  | 57            | JT Thunders        |
| 8             | Akihiro Yamauchi | 53            | Panasonic Panthers |
| 9             | Yūji Nishida     | 50            | JTEKT Stings       |
| 10            | Kentaro Hoshiya  | 48            | Suntory Sunbirds   |

| Battute vincenti | Battute vincenti  | Battute vincenti | Battute vincenti   |
| Pos.             | Nome              | Punti            | Squadra            |
| ---------------- | ----------------- | ---------------- | ------------------ |
| 1                | Yūji Nishida      | 45               | JTEKT Stings       |
| 2                | Dmitrij Musėrskij | 44               | Suntory Sunbirds   |
| 3                | Valentin Bratoev  | 41               | JTEKT Stings       |
| 4                | Antonin Rouzier   | 35               | Toray Arrows       |
| 4                | Michał Kubiak     | 35               | Panasonic Panthers |
| 6                | Aung Thu          | 29               | Toray Arrows       |
| 6                | Haku Ri           | 29               | Toray Arrows       |
| 8                | Thomas Edgar      | 27               | JT Thunders        |
| 8                | Naoya Takano      | 27               | Sakai Blazers      |
| 10               | Taishi Onodera    | 24               | JT Thunders        |
| 10               | Issei Ōtake       | 24               | Panasonic Panthers |